# Amblyopone bruni
Amblyopone bruni é uma espécie de formiga do gênero Amblyopone.